# Rudy Cardozo
Rudy Cardozo   (Tarija, 14 de febrer de 1990) és un futbolista bolivìà de la dècada de 2010.
Fou internacional amb la selecció de Bolívia. and represented his country in 17 FIFA World Cup qualification matches.
Pel que fa a clubs, defensà els colors de Bolívar.